# 墨侬语
墨侬语是印度支那半島墨儂族的母語，其使用範圍位於越南南部及柬埔寨東部的墨儂族社群之中。
墨儂語主要分為中部、東部、南部三大方言區，其下擁有眾多方言。說墨儂語的人集中在越南得農省的得雙縣、得明縣、得熱勒縣、克容諾縣以及嘉義市，鄰近的林同省、多樂省、平福省也有分佈，在柬埔寨蒙多基里省亦有使用者。